# Arrondissement de Worms

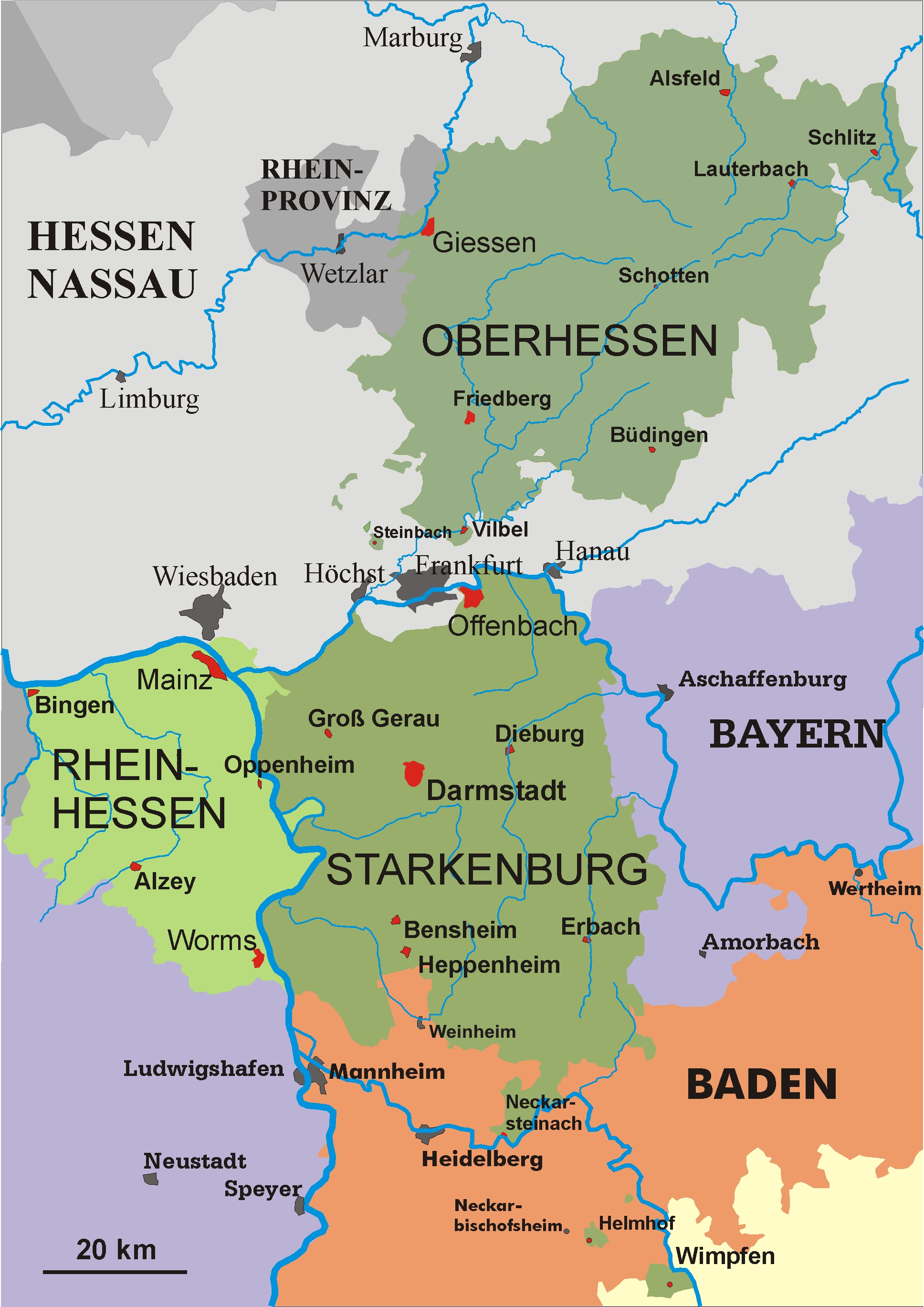
Hesse en 1930

L'Arrondissement de Worms ( en allemand : Landkreis Worms; Kreis Worms jusqu'à 1938) était un arrondissement au Sud-est de la Hesse rhénane (Rhénanie-Palatinat) qui est supprimé à la suite de la réforme de l'administration du 1969.

## Arrondissements limitrophes
En 1969, il y avait les arrondissements suivants autour: 
Nord: Arrondissement de Mayence
Nord-est: Arrondissement de Groß-Gerau, Arrondissement de la Bergstraße, Ville-arrondissement Worms
Sud: Arrondissement de Frankenthal
Sud-ouest: Arrondissement du Mont-Tonnerre
Ouest: Arrondissement d'Alzey-Worms

## Histoire
Worms et son alentour appartenait à la France (de 1792 à 1814). À partir de 1816 Worms devenait une  ville dans la Province de la Hesse rhénane sous le gouvernement du Grand-duché de Hesse. D'abord cette province comptait 11 cantons, encore formés par les Français. En 1835, on formait 4 arrondissements (Mainz, Bingen, Alzey et Worms). Le Landkreis Worms  rassemblait donc les cantons de Bechtheim, de Pfeddersheim et de Worms .

## Population
| An   | Habitants, |
| ---- | ---------- |
| 1852 | 50.133     |
| 1900 | 83.393     |
| 1910 | 93.275     |
| 1925 | 97.311     |
| 1933 | 103.944    |
| 1939 | 80.904     |
| 1950 | 47.984     |
| 1960 | 48.300     |
| 1968 | 51.563     |

La ville de Worms faisait part du Landkreis Worms jusqu'à 1938. 

## Préfets (Landräte)
| Qualité                               | Identité                              | Période                      |
| ------------------------------------- | ------------------------------------- | ---------------------------- |
| Kreisrat                              | Gustav Eduard Städel                  | 1835–1841                    |
| Kreisrat                              | Reinhard Carl Friedrich von Dalwigk   | 1841–1845                    |
| Kreisvikar/ ab Juni 1847 Kreisrat     | Wilhelm von Willich gen. von Pöllnitz | 1846–1848                    |
| 1848 bis 1852 bestand der Kreis nicht |                                       |                              |
| Kreisrat                              | Johann Pfannebecker                   | 1852–1874                    |
| Kreisrat                              | Hermann Lotheißen                     | 1874–1881                    |
| Kreisrat                              | Maximilian von Gagern                 | 1881–1888                    |
| Kreisrat                              | Franz Gros                            | 1888–1894                    |
| Kreisrat                              | Andreas Breidert                      | 1894–1898                    |
| Kreisrat / ab 1917 Kreisdirektor      | Karl Kayser                           | 1898–1919                    |
| Kreisdirektor                         | Hans Wolff                            | 1919–1929                    |
| Kreisdirektor                         | Wilhelm Schön                         | 1929–1934                    |
| Kreisdirektor                         | Otto Schwebel                         | Juni 1934-30. September 1937 |
| Kreisdirektor                         | Otto Straub                           | 1. Oktober 1937–1940         |
| Landrat                               | Hans Becker                           | Mai 1940–1945                |
| Landrat                               | Adolf Güngerich                       | 1945–1946                    |
| Landrat                               | Georg Schick                          | 1946 bis 1963                |
| Landrat                               | Willi Fischer                         | 1963–1969                    |

## Villes, communes et communautés d'administration
Les communes suivantes faisaient part du Landkreis entre 1945 et 1969:
| - Abenheim (aujourd'hui quartier de Worms) - Alsheim - Bechtheim - Bermersheim - Dalsheim (aujourd'hui Flörsheim-Dalsheim) - Dittelsheim (aujourd'hui Dittelsheim-Heßloch) - Dorn-Dürkheim - Eich - Frettenheim - Gimbsheim - Gundersheim | - Gundheim - Hamm am Rhein - Heppenheim an der Wiese (aujourd'hui quartier de Worms) - Heßloch (aujourd'hui Dittelsheim-Heßloch) - Hohen-Sülzen - Ibersheim (heute zu Worms) - Kriegsheim (aujourd'hui quartier de Monsheim) - Mettenheim - Mölsheim - Monsheim - Monzernheim | - Mörstadt - Nieder-Flörsheim (aujourd'hui Flörsheim-Dalsheim) - Offstein - Osthofen - Pfeddersheim, Stadt (aujourd'hui quartier de Worms) - Rheindürkheim (aujourd'hui quartier de Worms) - Wachenheim - Westhofen - Wiesoppenheim (aujourd'hui quartier de Worms) |

## Plaque d'immatriculation
À partir du 1er juillet 1956 le Landkreis a la plaque d'immatriculation  WO, aujourd'hui seulement valable pour la ville-arrondissement de Worms et ses quartiers. 